# Чириха
Чириха — упразднённая деревня в Переславском районе Ярославской области России.

## География
Урочище находится в южной части области, в зоне хвойно-широколиственных лесов, на левом берегу реки Сабли, на расстоянии примерно 45 километров (по прямой) к северо-западу от города Переславль-Залесский, административного центра района. Абсолютная высота — 215 метров над уровнем моря.

### Климат
Климат характеризуется как умеренно континентальный, с умеренно холодной зимой и относительно тёплым влажным летом. Среднегодовая температура воздуха — 3,5 °C. Средняя температура воздуха самого холодного месяца (января) — −13,3 °C (абсолютный минимум — −39,5 °C); самого тёплого месяца (июля) — 18 °C (абсолютный максимум — 37 °C). Безморозный период длится около 214 дней. Годовое количество атмосферных осадков составляет около 646 мм, из которых большая часть выпадает в тёплый период. Снежный покров держится в среднем в течение 151 дня.

## История
В «Списке населенных мест Ярославской губернии по сведениям 1859 года» населённый пункт упомянут как владельческая деревня Угличского уезда, расположенная при колодце, в 50 верстах от уездного города. В деревне насчитывалось 12 дворов и проживало 83 человека (40 мужчины и 43 женщины).
По состоянию на 1914 год, в Чирихе проживало 39 человек. В административном отношении деревня входила в состав Микляевской волости.
По состоянию на 1 июля 1975 года входила в состав Дмитриевского сельсовета Переславского района.